# Salmonsens Konversationsleksikon
Salmonsens Konversationsleksikon er et dansk leksikon udgivet i forskellige udgaver fra 1893 til 1949.

## Første udgave
Baggrunden for Salmonsens Konversationsleksikon var, at ejeren af J.H. Schultz Bogtrykkeri, Frederik Hostrup Schultz, i slutningen af 1880'erne fattede den plan at udgive en oversat udgave af det tyske Meyers Konversationslexikon. For at finansiere det slog han sig sammen med den tidligere murermester, arkitekt J.W. Frohne, som garanterede den anden del af finansieringen. Den da 34-årige premierløjtnant og militærhistoriker Christian Blangstrup blev ansat som redaktør og indgik 9. maj 1891 en kontrakt om at levere et hæfte af oversættelsen på 48 sider hver 14. dag fra begyndelsen af marts 1892. De havde beregnet, at leksikonet ville komme til at fylde 240 hæfter (i 16 bind), og prisen skulle være 50 øre pr. hæfte, dvs. 120 kr., og at værket skulle være udgivet inden år 1900. Boghandleren og forlæggeren Isaac Salmonsen blev af Schultz ansat til at stå for salg og reklame.
Kort efter, at Blangstrup og medarbejderen litteraten Stange var begyndt på arbejdet, ændrede de planer og fik den idé, at det nye leksikon skulle skrives fra bunden af et hold danske eksperter. Det lykkedes dem at samle nogle af tidens førende videnskabsmænd som medarbejdere, og første hæfte blev udsendt marts 1893. Leksikonet med navnet Salmonsens Store Illustrerede Konversationsleksikon opkaldt efter Isaac Salmonsen blev en stor succes, og det oprindeligt planlagte oplag på 5000 blev fordoblet. Det udkom i 18 bind (samt et supplementsbind) fra 1893 til 1911 med angivelsen Brødrene Salmonsens Forlag på trods af, at det blev trykt og forlagt af Schultz.

## Anden udgave
Allerede i 1912 besluttede Blangstrup at begynde arbejdet på en 2. udgave af leksikonet. Planen var at der skulle udkomme 20 bind på 60 ark (dvs. 960 sider). Første bind skulle have været udgivet i 1914, men samme år udbrød 1. verdenskrig, så det blev udskudt til året efter hvor første bind udkom som Salmonsens Konversationsleksikon. Udgivelsen fortsattes til 1928, og da omfattede værket 25 bind de sidste endda på ca. 70 ark hver. I 1930 udkom desuden et supplementsbind. Christian Blangstrup var værkets redaktør på de første 21 bind, mens bind 22-26 havde Johannes Brøndum-Nielsen og Palle Raunkjær som redaktører.
Mange af medarbejderne fra første udgave arbejdede også på andenudgaven. Desuden var flere nye trådt til. Der var i alt 760 på listen over bidragsydere. Foruden Blangstrup (som bidrog med militærhistoriske artikler), Frohn (som bidrog med artikler om porcelæn) og Salmonsen (som skrev artiklen om "boghandel" og flere biografier om forlæggere og bogtrykkere) kan nævnes Sophus Bauditz, Camillus Nyrop, Kristian Erslev, Karl Verner, Troels-Lund, Mouritz Mackeprang, Carl S. Petersen, Harald Høffding, Vilhelm Thomsen, Holger Pedersen, Kristoffer Nyrop, Verner Dahlerup, Otto Jespersen, Valdemar Vedel, Sophus Michaëlis, Robert Neiiendam, August Krogh, Wilhelm Johannsen, Johannes Schmidt, P.O. Pedersen og Carl Brummer.
Landegrænserne ændredes så dramatisk efter første verdenskrig, at da Salmonsen i 1918 udgav bindet med "Europa", var der kun sat plads af til et kort, som køberne senere kunne klæbe ind, når man så, hvor de nye grænser kom til at løbe.
Andenudgaven blev endnu mere populær end førsteudgaven, og oplaget var på omkring 30.000. Det havde 127.000 opslag; de 99.000 egentlige artikler, mens resten var henvisninger. En stor del af eksemplarerne blev solgt i Norge, hvorfor norske emner også er rigt repræsenteret.

## Efterfølgende udgaver
I 1937-40 udkom en koncentreret udgave med titlen Den Lille Salmonsen redigeret af Palle Raunkjær og Axel Waldbuhm Marke. Den bestod af 12 bind med 80.000 artikler og 10.000 henvisninger, men den gennemsnitlige artikelstørrelse var betydelig kortere end originaludgavens.
Fra 1941 til 1956 udkom Salmonsens Leksikon-Tidsskrift. Det var meningen, at det skulle være en løbende opdatering af Den Lille Salmonsen. Men interessen for projektet svandt ind i 1950'erne.
Umiddelbart efter 2. verdenskrig var der planer om at udgive et nyt stort leksikon på Schultz Forlag, men der var ikke midler til projektet. I stedet kom en udgave i ét bind, Den nye Salmonsen i 1949. Redaktører var Paula Strelitz, Gottlieb Japsen, Mikal Rode og Erik Lund. Det indeholdt 70.000 artikler skrevet i meget mere koncentreret end de tidligere udgivelser.
I 1960'erne var der igen planer om at udgive en ny stor udgave. Schultz Forlag indså, at det ikke havde midler til et så stort projekt og solgte i 1967 rettighederne til Gyldendal, som ansatte en redaktion under ledelse af Jørgen Bang. Gyldendal var langt fremme med forarbejdet; det var bl.a. planlagt, at værket, som skulle udgives under titlen Den Store Salmonsen, skulle bestå af 24 bind og særskilte kortbind og bibliografibind. Men i mellemtiden oplevede Danmark en begyndende økonomisk krise, og den 23. februar 1971 måtte Gyldendal meddele, at projektet var stillet i bero. Det fuldførte arbejde med bl.a. bibliografierne blev udgivet særskilt i 1972 under titlen Faglitteratur – Systematisk bibliografi, mens det færdige arbejde i nogle af emnerne blev anvendt i fagspecifikke opslagsværker som Eurolex – Leksikon om europæisk samarbejde (1972) og Psykologisk Leksikon (1974) og i det kortere men generelle Gyldendals Leksikon (2 bind, 1973).

## Digitale udgaver
Projekt Runeberg i Sverige har scannet samtlige 26 bind af 2. udgave, og en lille gruppe frivillige har læst korrektur. Korrekturlæsningen blev færdig 4. oktober 2011. Indekseringen blev allerede færdig 7. oktober 2011. Tilbage står arbejdet med indsættelse af illustrationer og anden færdiggørelse.
Den nye Salmonsen fra 1949 findes scannet af LFL's Bladfond 2007. Førsteudgaven er på vej.